# 吉爾伯特冰川
70°0′S 71°0′W / 70.000°S 71.000°W
吉爾伯特冰川（英語：Gilbert Glacier）是南極洲的冰川，位於亞歷山大一世島北部，全長37公里，最終注入莫扎特山麓冰川，由美國探險隊拍攝該冰川。